# Aurora consurgens
L’Aurora consurgens (littéralement l'aube naissante) est un traité d'alchimie en latin médiéval autrefois attribué à Thomas d'Aquin, enluminé de 37 miniatures à l'aquarelle. Le plus ancien manuscrit (Zürich Zentralbibliothek MS. Rhenoviensis 172), incomplet, date de ~1420. Une version complète date d'environ 1450 (Prague, Universitni Knihovna, MS. VI. Fd. 26). Il est redécouvert par Carl Gustav Jung en 1936. 

## L'ouvrage
Le texte est en grande partie  un commentaire d'un traité arabe du Xe siècle, la Tabula Chemica de Senior Zadith Filius Hamuel (ou Senior Zadith, ou encore simplement Senior), c'est-à-dire l'alchimiste arabe Ibn Umail. Une mauvaise traduction latine en avait été faite dès le XIe ou le XIIe siècle. Ce texte est la description (ekphrasis) des fresques de la chambre souterraine d'une pyramide, dans laquelle se trouve une table de marbre ou d'émeraude, gravée de symboles supposés hiéroglyphiques, reposant sur les genoux d'Hermès Trismégiste, le fondateur mythique de l'alchimie. Les illustrations ont été ensuite rajoutées pour illustrer le texte dans sa version de l'Aurora consurgens.  Selon la Tabula chemica, les pictogrammes furent copiés, ce qui garantit l'intégrité et la véracité de l'enseignement d'Hermès. L'Aurora consurgens est donc l'expression visuelle du mythe, important à la Renaissance, de la redécouverte du savoir antique - la transmission de ce savoir, d'origine divine, sous forme de pictogrammes hiéroglyphiques lui permet d'échapper aux déformations de l'interprétation humaine et verbale.
L'ouvrage est réédité en 2017 par les Éditions Mimésis (en français). En préface, un commentaire de Roberto Revello, docteur en philosophie de la religion à l’université de l'Insubrie, explique l'attribution possible de l'Aurora Consurgens à Thomas d'Aquin. D'abord, l'ouvrage est « écrit dans un style semblable à celui du Doctor Angelicus », puis les visions qui le parsèment sont dites très proches de « l'expérience intérieure que [Thomas d'Aquin] vécut dramatiquement comme une véritable crise et qui le conduisit à interrompre la rédaction de la Summa Theologiae dans les derniers mois de sa vie. » Cette édition rassemble douze chapitres et sept illustrations (huit avec la page couverture). 

### Découverte
L'Aurora consurgens est redécouvert et remis en circulation par Carl Gustav Jung. Il constitue le troisième et dernier volume, terminé en 1957, du Mysterium Coniunctionis (en). La philosophie hermétique et naturelle occupaient une place centrale dans les recherches de Jung autour des années 1930 . Jung travaille à ce moment sur Le Secret de la fleur dorée (en) (1929) et Artis Auriferae (1572), ce dernier faisant mention d'un ouvrage qui lierait ensemble le lapis philosophorum et le Christ lui-même. Toutefois, cette référence ne précise ni l'auteur ni le titre de l'ouvrage en question. Jung, alors résidant à Küsnacht, débute la recherche de ce manuscrit et le trouve à la Bibliothèque centrale de Zurich (MS. Rhenoviensis 172), bien que la première section de l'ouvrage soit manquante. De nouvelles recherches sont conduites, cette fois-ci pour trouver une copie complète. Après de longues recherches à la British Library, il annonce, en 1936, lors des conférences Eranos à Yale, qu'il existe un manuscrit complet de l'Aurora Consurgens à la Bibliothèque nationale de France.  

### Analyse
Umberto Eco sollicite l'élève de A. J. Greimas, Claude Zilberberg, sémioticien et ancien codirecteur du Séminaire intersémiotique de Paris, pour mener une lecture détaillée de l'Aurora. Zilberberg publie deux articles dans un numéro du magazine italien Versus (1993) dans lesquels il analyse en profondeur la quatrième des huit paraboles. Zilberberg détaille un faire alchimique, les processus alchimiques et la mise en œuvre de leurs principes notamment en repérant trois tendances, (i) ouverture et fermeture, (ii) exclusion ou tri et participation ou mélange, (iii) concentration et diffusion. Il analyse l’association et la séparation, le chauffage et l’humidification, la dissolution et l'amalgamation, la fusion et le mélange, etc. L'entreprise de ces deux articles, que Donald Maddox complète avec sa contribution, vise à prouver que ce faire alchimique est la mutation de deux états, que leur transformation à la fois indépendante et reliée est aussi un discours initiatique, parabolique. Les modalités de ce discours sont volontairement obscures.

### Traductions notables
Ce texte a notamment été traduit et commenté, Aurora Consurgens le lever de l'aurore (1966), par la psychologue Marie-Louise von Franz, collaboratrice du psychanalyste Carl Gustav Jung.

## Listes des manuscrits
À ce jour, on connaît dix exemplaires du manuscrit, tous conservés dans des bibliothèques européennes :
- Bibliothèque centrale de Zurich, MS. Rhenoviensis 172 (100 feuillets, 26 illustrations, dont 2 en pleine page), daté vers 1420; (première section manquante)
- Bibliothèque de l'université de Glasgow, MS. Ferguson 6 ;
- Bibliothèque de l'université de Leyde, MS. Vossiani Chemici F. 29  ;
- Paris, BnF, MS. Latin 14006  : Traités d'alchimie, regroupant Aurora consurgens et deux autres manuscrits, Liber secretorum alchimie et Flos regis[9], sans illustrations ;
- Bibliothèque de l'université Charles de Prague,  MS. VI. Fd. 26  ;
- Prague, bibliothèque du Chapitre métropolitain, MS. 1663. O. LXXIX  ;
- Bibliothèque d'État de Berlin,  MS. Germ. qu. 848 ;
- Bibliothèque de l'université de Bologne, MS. N. 747, daté de 1492 ;
- Biblioteca Marciana de Venise ;
- Bibliothèque nationale autrichienne à Vienne, Codex Vindobonensis 5230.

## Enluminures

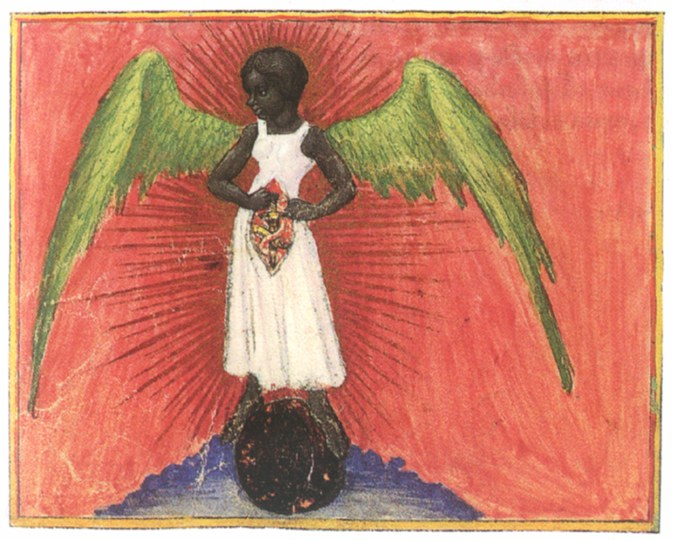
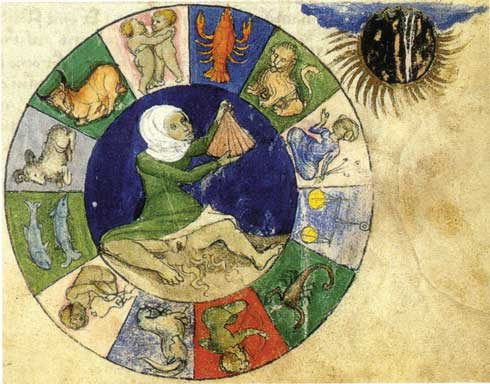
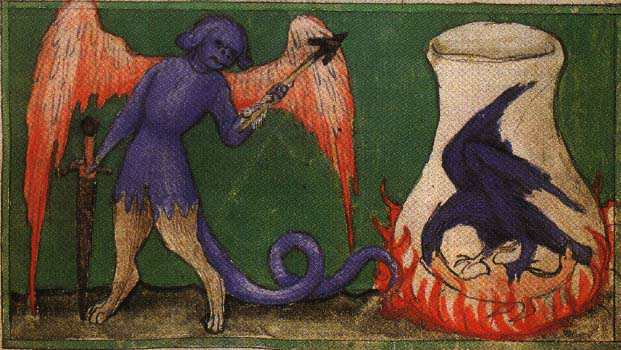
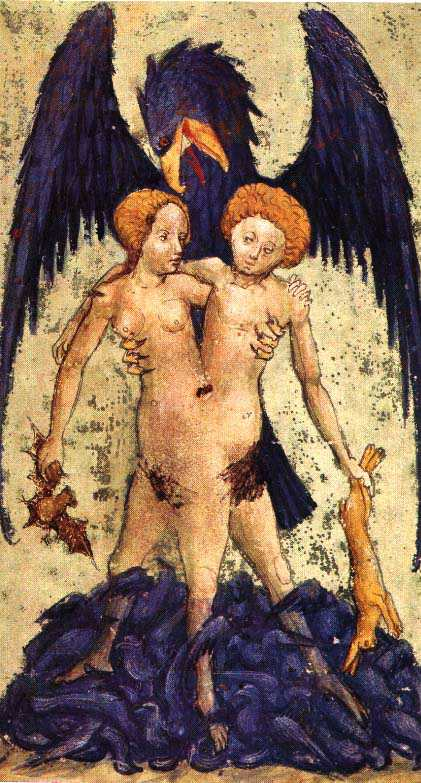
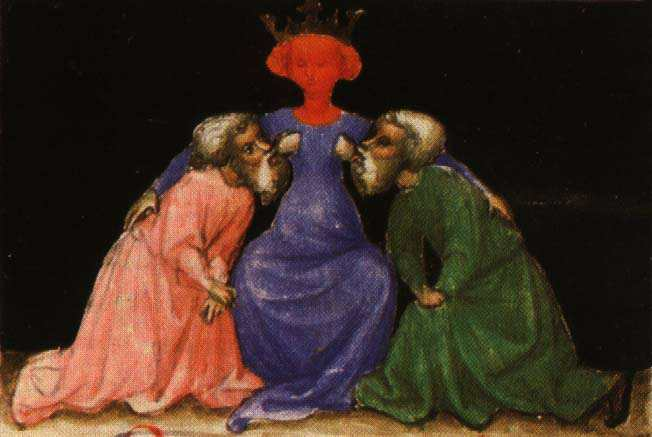
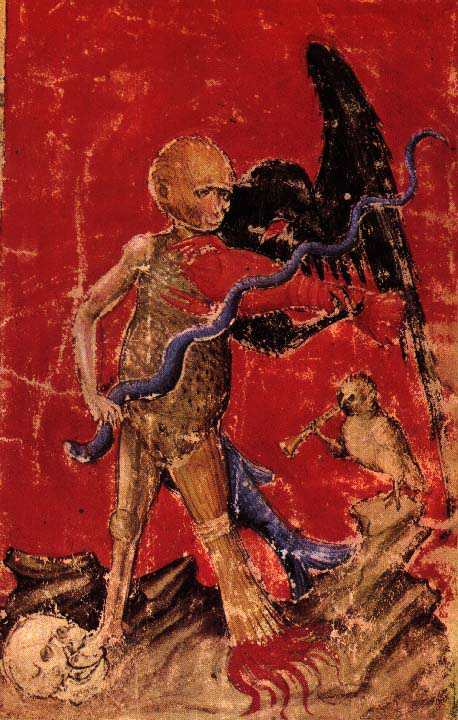
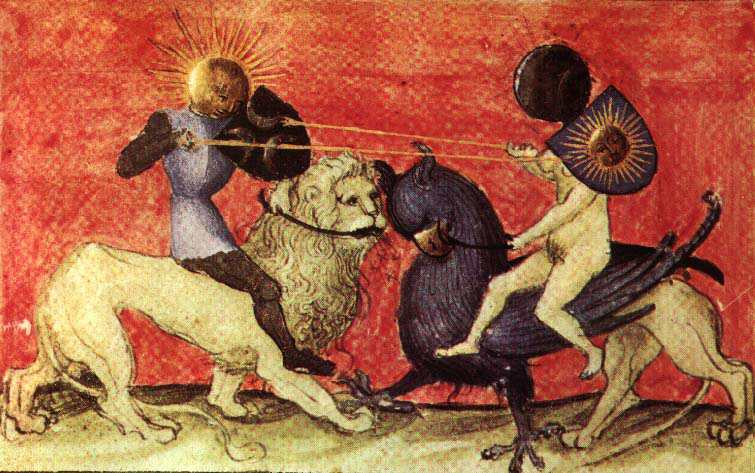
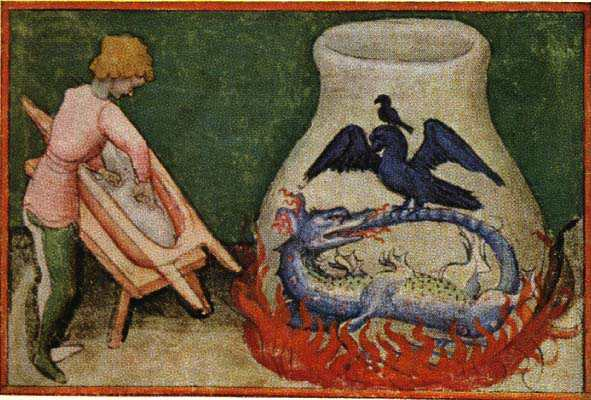
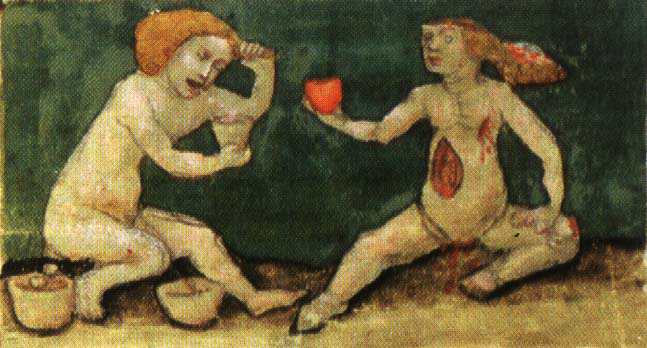